# 巴楚站
巴楚站（维吾尔语：مارالبېشى بېكىتى ，拉丁维文：Maralbéshi békiti），位于中华人民共和国新疆维吾尔自治区喀什地区巴楚县阿纳库勒乡拜什吐普村，是南疆铁路上的火车站，興建于1999年。现由乌鲁木齐铁路局喀什车务段管辖。

## 歷史
- 建于1999年。

## 车站交通
- 巴楚公交1路：火车站开往多来提巴格乡政府，途径迎宾路、文化西路、光明路、团结西路、友谊南路、文化东路、胜利路、人民东路至多来提巴格乡政府，营运车辆14辆。
- 巴楚公交2路：火车站开往多来提巴格乡6村小学，60个站点（双向），无站台，途经友谊北路、人民西路、光明路、团结西路、迎宾路、文化西路、友谊南路、团结东路、胜利路、城南路、良种场小学、多来提巴格乡5大队小学至多来提巴格乡6村小学，营运车辆7辆。[5]

## 車站周邊
- 巴楚县职业技能培训学校
- 巴楚县烟草专卖局
- 巴楚县招商局

## 外部連結
- 中国铁路客户服务中心 （页面存档备份，存于）